# 隐密圈螺
隐密圈螺（学名：[Plectopylis invisa] 错误：{{Lang}}：文本有斜体标记（帮助））为瞳孔蜗牛科圈螺属的动物，是中国的特有物种。分布于湖北、云南、四川等地，生活环境为陆地，多生活于山区丘陵多腐殖质的灌木草丛中以及落叶石块下。